# Werner Olk
Werner Olk, né le 18 janvier 1938, est un ancien joueur et entraîneur de football allemand.

## Carrière

### Joueur
- 1965-1970 : Bayern Munich ( Allemagne)

### Entraineur
- 1978-1979 : Eintracht Braunschweig ( Allemagne)
- 1981-1982 : SV Darmstadt 98 ( Allemagne)
- 1982-1983 : SC Fribourg ( Allemagne)
- 1983-1985 : Karlsruher SC ( Allemagne)
- 1988-1989 : SV Darmstadt 98 ( Allemagne)
- 1995-1996 : Zamalek ( Égypte)

### Sélectionneur
- 1990-1992 :  Maroc